# Przewóz Nurski
Przewóz Nurski [ˈpʂɛvus ˈnurski] là  làng thuộc quận Gmina Ceranów, Hạt Sokołów, Masovian Voivodeship, nằm ở miền trung đông Ba Lan.